# 河西信美
河西 信美（かさい のぶみ、1944年11月29日 - ）は、日本の政治家。
東京都議会議員、狛江市議会議員を務めた。

## 来歴
日本大学法学部卒業。市川房枝参議院議員の公設秘書を経て、日本社会党公認で狛江市議会議員選挙に出馬し初当選する。
2001年、東京都議会議員選挙に出馬し、当選（民主党公認）。
2004年、東京都議会議員を辞職。狛江市長選挙に自民・公明・民主・生活者ネット4党、連合東京の支持を受け、立候補。政党からの支持に加え、石原慎太郎東京都知事や民主党の小宮山洋子衆議院議員、公明党の藤井富雄常任顧問、漫画家の石坂啓ら、保革対立を超えて幅広い支援を受けるも、3選を目指す現職の矢野裕（日本共産党・新社会党推薦、保坂展人らが支援）に136票の僅差で敗れ、落選した。なお選挙戦が始まる直前、国民年金への未加入・年金保険料の未納が発覚し、共同通信の分析の中で敗因の一つに挙げられている。